# Ardre (Fluss)
Die Ardre ist ein Fluss in Frankreich, der im Département Marne in der Region Grand Est verläuft. Sie entspringt im Regionalen Naturpark Montagne de Reims, im Gemeindegebiet von Saint-Imoges, entwässert generell Richtung Nordwest und mündet nach rund 39 Kilometern bei Fismes als linker Nebenfluss in die Vesle.

## Orte am Fluss
(Reihenfolge in Fließrichtung)
- Courtagnon
- Pourcy
- Chaumuzy
- Sarcy
- Faverolles-et-Coëmy
- Savigny-sur-Ardres
- Crugny
- Courville
- Fismes